# Synagogue romaine de Hammam Lif

Sinagoga Naro, mosaïque de l'antique synagogue de Hammam Lif (Naro), musée national du Bardo..

La synagogue romaine de Hammam Lif ou synagogue de Naro (Synagoga Naro) est une ancienne synagogue des IIIe ou IVe siècles découverte à Hammam Lif (Tunisie) en 1883.
Elle constitue la seule synagogue antique découverte en Afrique.

## Histoire

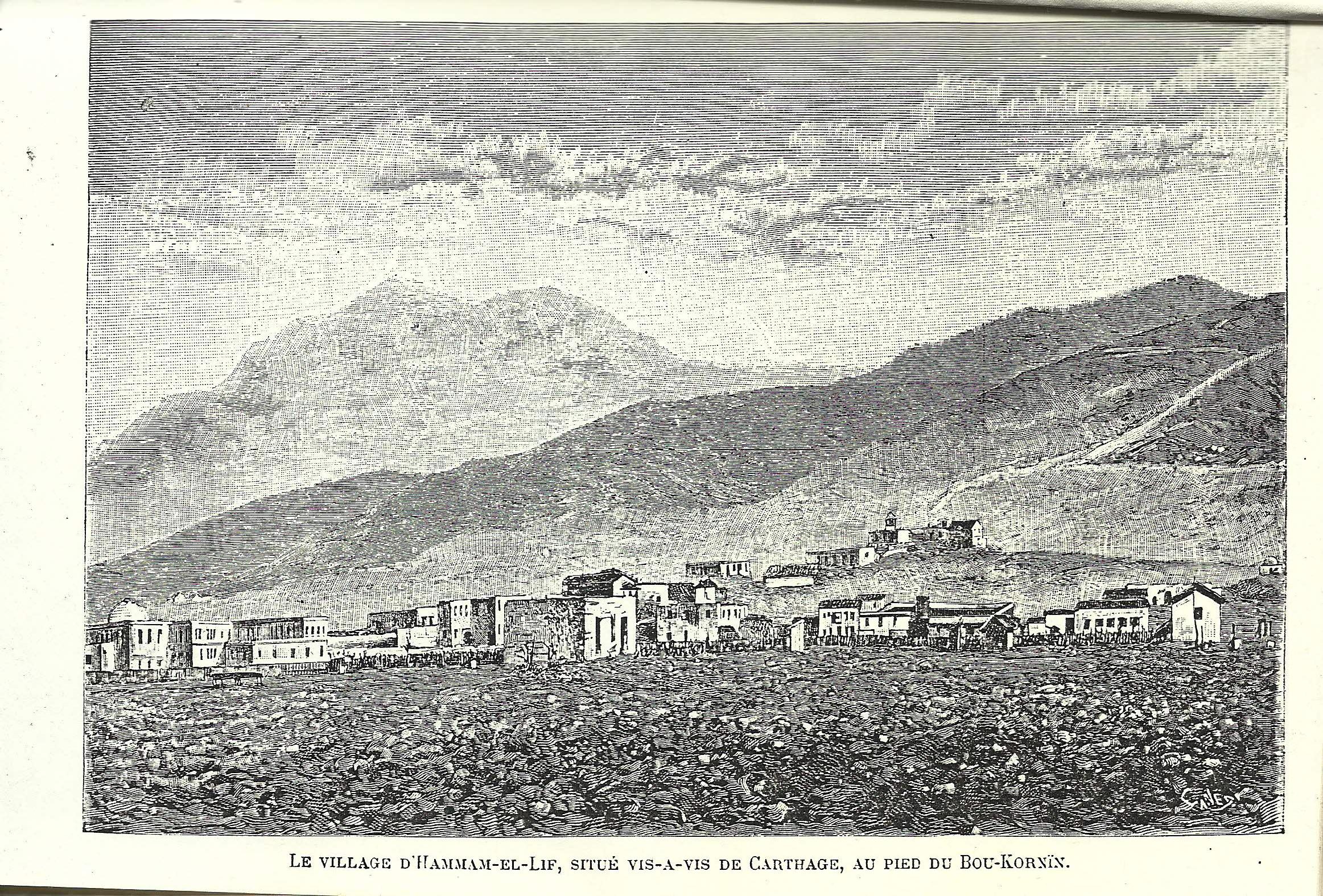
Village dHamman-el-Lif au moment de la découverte de la synagogue antique.

En se basant sur les techniques de mosaïque utilisées dans la décoration de la synagogue, sa date de construction est estimée entre le IIIe et le IVe siècle,.
Les vestiges sont découverts par des archéologues français à Naro (actuelle Hammam Lif) en 1883,,.

## Description

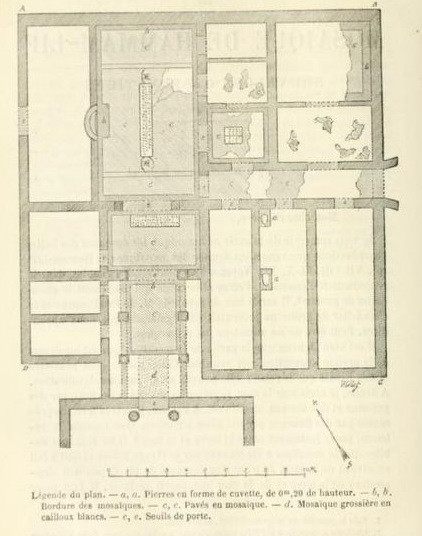
Plan de la synagogue Naro par E. Renan (1884)

La mosaïque couvrant le sol de la salle principale, qui comporte une inscription latine mentionnant Sancta Synagoga naronitana (« Sainte synagogue de Naro »), est richement décorée par des images de palmiers, de poissons, de fleurs et d'animaux, éléments très fréquents dans toute l'Afrique romaine. On y note aussi l'absence de représentations de figures humaines. Ces détails attestent de l'aisance de ses membres israélites et de la qualité de leurs échanges avec les autres populations.
De plus, on trouve parmi les vestiges en marbre un dessin d'une menorah, d'un etrog, d'un loulav et trois inscriptions latines, dont l'une précise que c'est une jeune fille appelée Juliana qui a pavé à ses frais la synagogue (Sanctam synagogam Naronitanam prosaluten suam ancilla tua Juliana puelle de suo praprium tesselavit : « Dans cette sainte synagogue naronitaine, ta servante Julia a fait placer celte mosaïque à ses frais, pour le salut de son âme »).
Toutes ces inscriptions montrent la latinisation des Juifs d'Afrique du Nord et leur intégration dans la société.

## Galerie

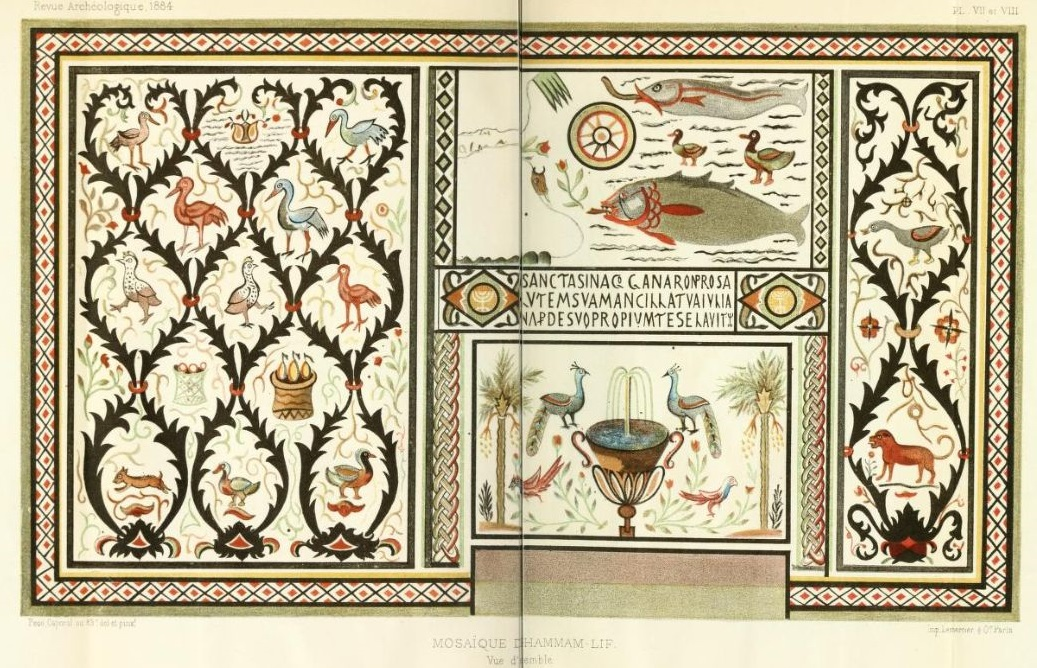
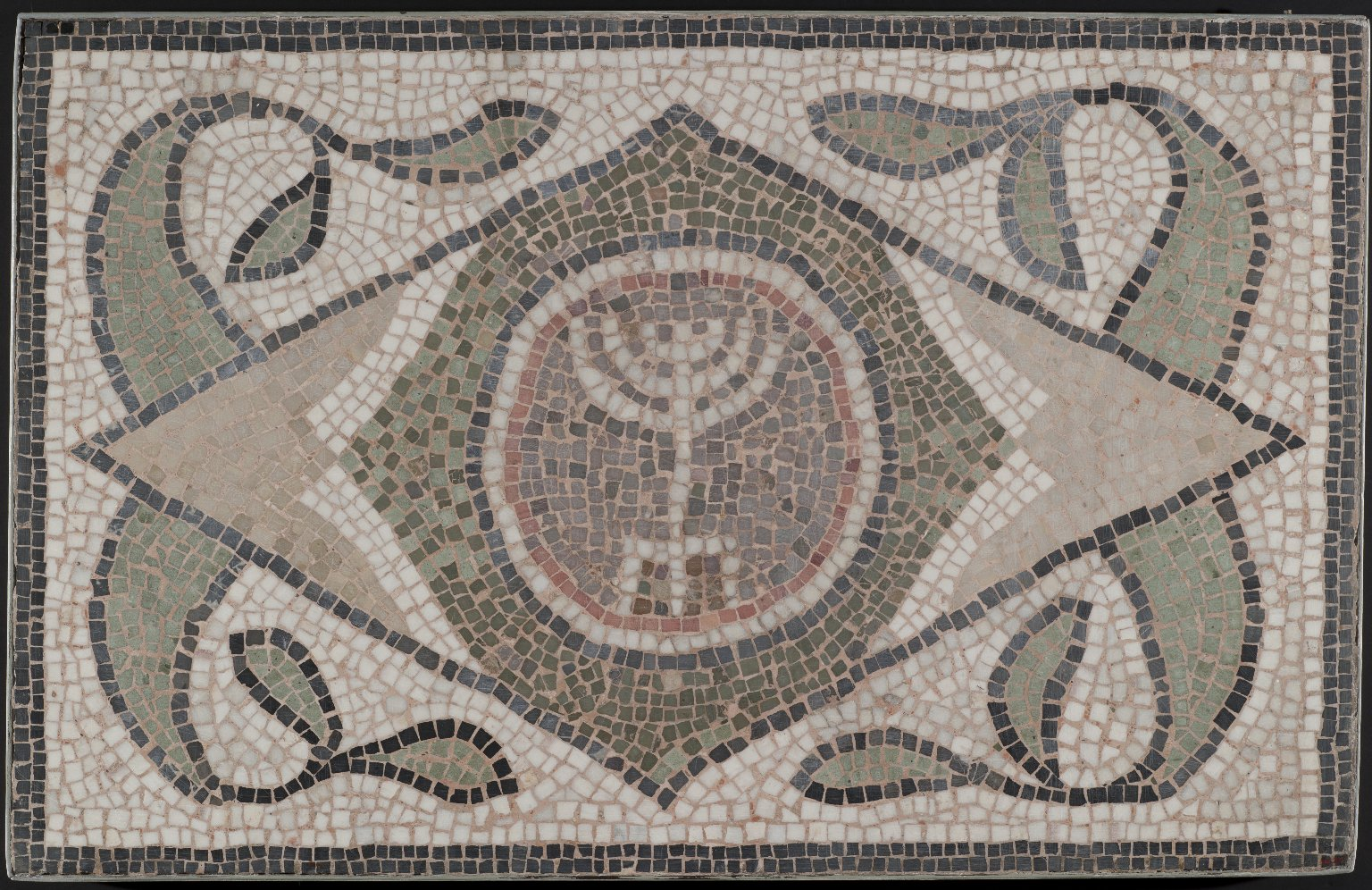
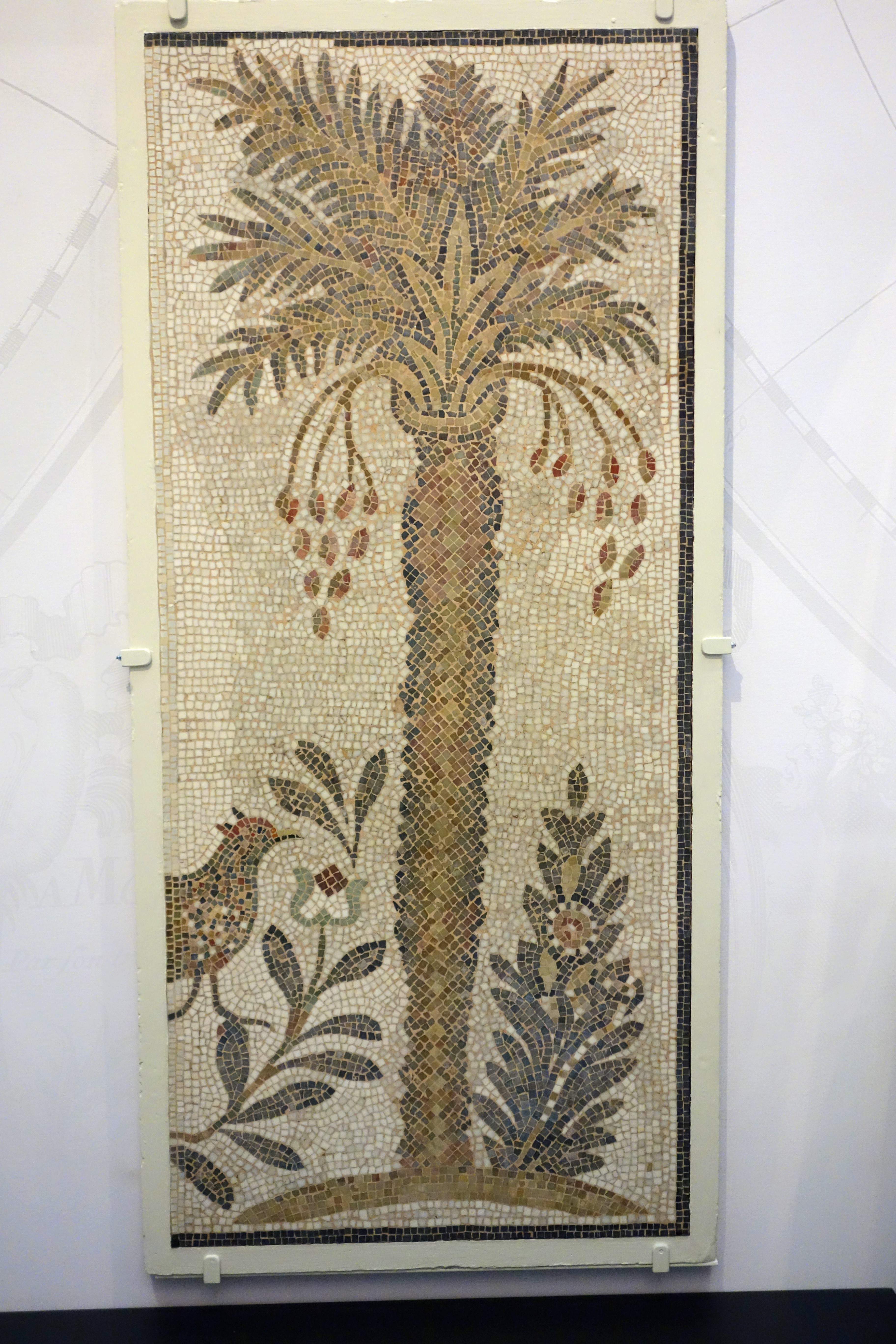